# Treibacher Industrie AG

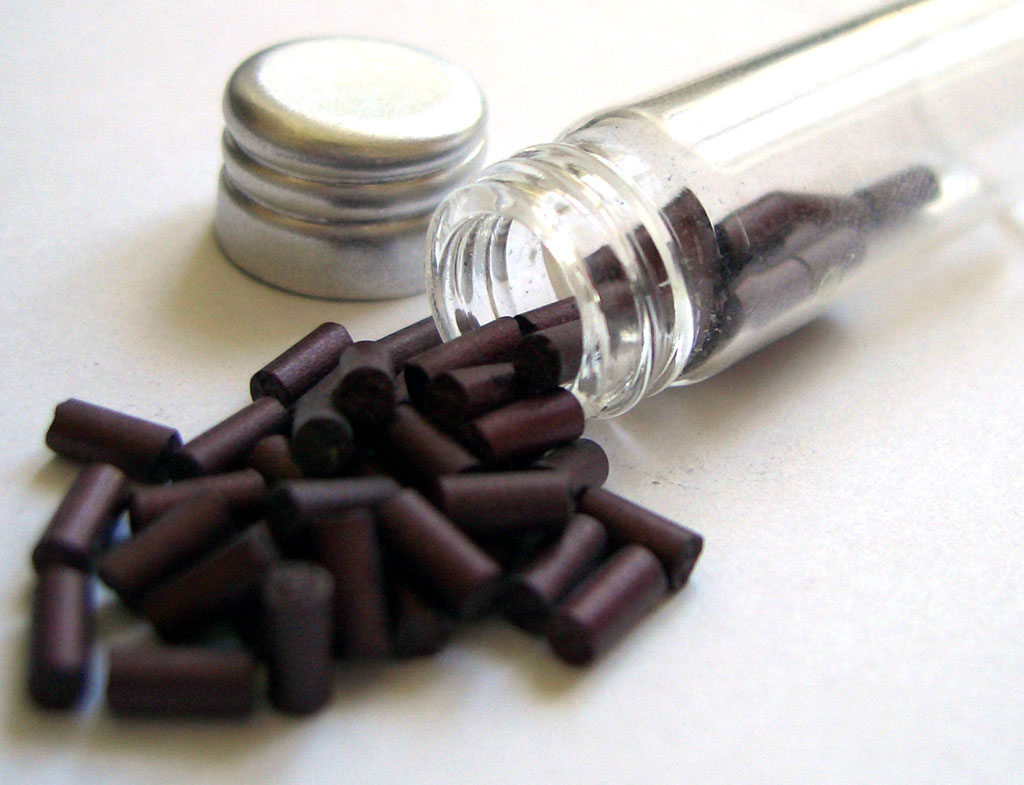
Zündsteine werden bis heute produziert.

Die Treibacher Industrie AG ist ein Unternehmen der chemischen Industrie mit Sitz in Treibach (Gemeinde Althofen) in Kärnten. Das 1898 vom Erfinder des Zündsteines, Carl Auer von Welsbach, als Treibacher Chemische Werke gegründete Unternehmen beschäftigt im Jahr 2023 weltweit ca. 900 Mitarbeiter und erzielte 2023 einen Umsatz von 637 Millionen Euro.
Ab 1990 im Besitz der Wienerberger Baustoffindustrie AG, wurde die Treibacher Industrie AG im Jahre 2000 für 126 Millionen Euro an den deutschen Industriellen August von Finck junior verkauft. Seit 2007 befindet sich das Unternehmen im Besitz der Privatstiftungen der Familien Erhard Schaschl, dem ehemaligen Generaldirektor und Aufsichtsratsvorsitzenden der Wienerberger AG, und Franz Rauch, dem Besitzer der Rauch Fruchtsäfte.

## Standorte

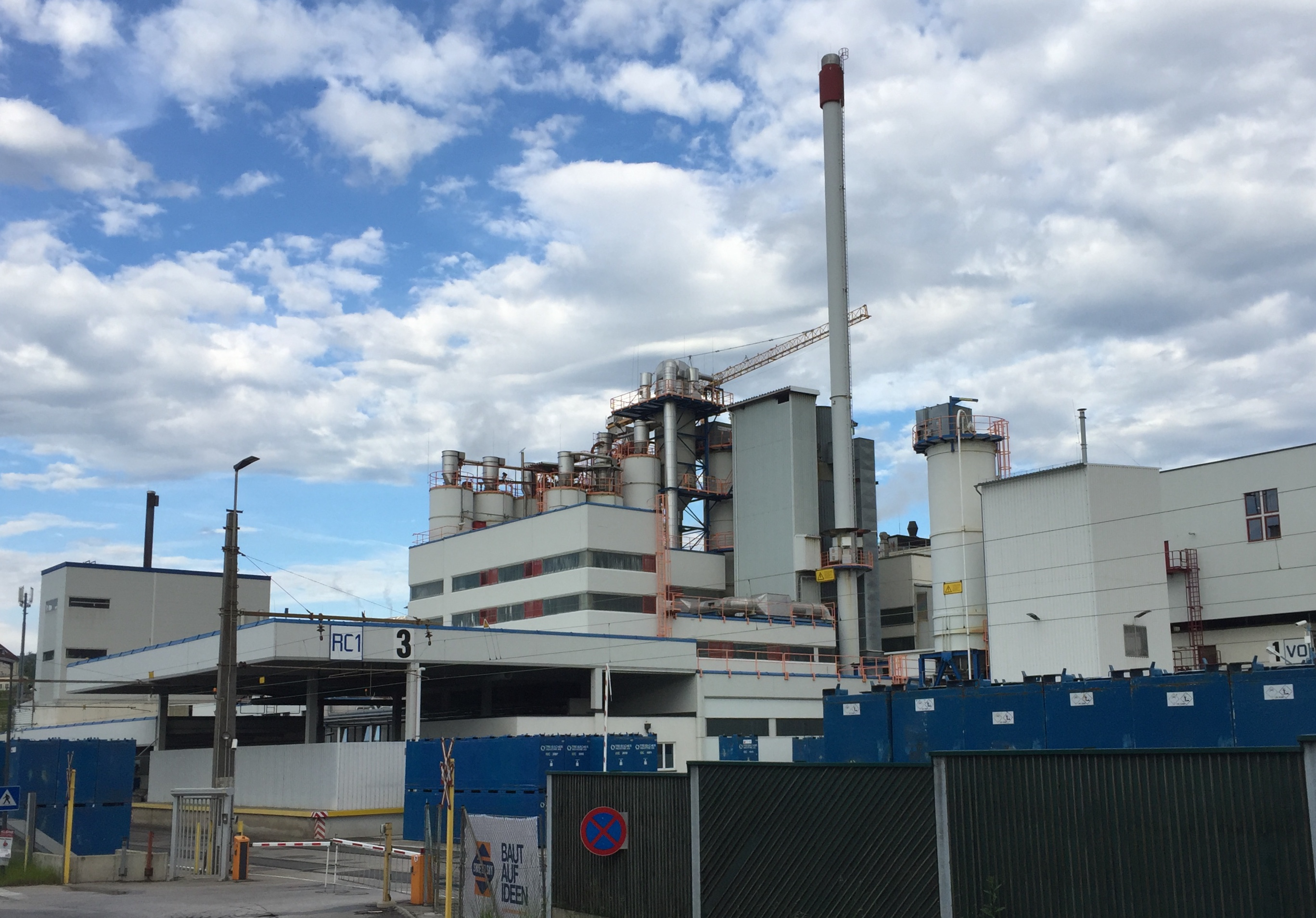
Werksanlagen in Althofen (2019)

- Althofen, Kärnten, A (Ursprung, Firmensitz und Hauptproduktionsstandort)
- Minneapolis, USA
- Shanghai, VR China
- Tokio, Japan
- Breitungen, Thüringen, D — (Leuchtstoffwerk Breitungen GmbH)
- Arnoldstein, Kärnten – (Tribotecc GmbH)

## Geschäftsbereiche
Die Treibacher Industrie AG ist ein Hersteller von chemischen und metallurgischen Vorprodukten für eine Reihe von industriellen Anwendungen. Sie produziert Ferrovanadium und Ferromolybdän für die Stahl- und Gießereiindustrie, Pulver für die Hartmetallindustrie und Werkstoffe für keramische Anwendungen sowie Feinchemikalien für unterschiedlichste Märkte, wie z. B. die Pharma- und Katalysatorindustrie.
Ausgangspunkt für viele Produkte sind Seltene Erden, aber auch Wolfram- und Tantaloxid und Molybdän sowie vanadiumhaltige Stahlwerksschlacken.
Der Bereich Recycling der Treibacher Industrie AG verarbeitet verbrauchte metallhaltige Katalysatoren aus der Erdölindustrie und stellt aus diesen Reststoffen wieder hochwertige Legierungen und Zusatzstoffe für die Stahlindustrie her.
2010 erhielt die Treibacher Industrie AG den Innovationspreis für kontinuierliche Innovationsleistungen des Landes Kärnten und war auch unter den letzten sechs Nominierten für den Staatspreis für Innovation.
Die Produkte werden zu ungefähr 80 % im Ausland abgesetzt, vorwiegend in Europa, aber auch in Asien sowie Nord- und Südamerika.

## Geschichte

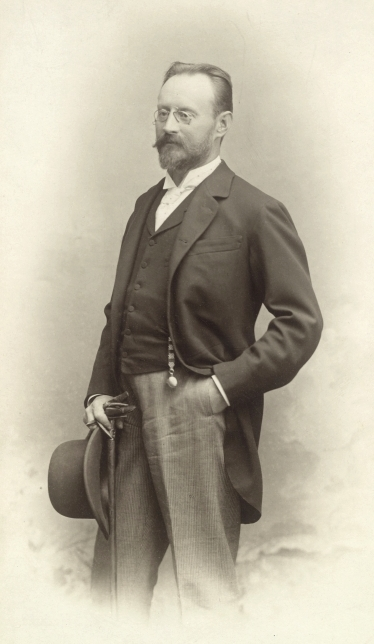
Gründer Carl Auer von Welsbach

Der Chemiker Carl Freiherr Auer von Welsbach hatte bereits während seines Studiums mit Seltenen Erden experimentiert und nach seiner Promotion bei Bunsen in Heidelberg und der Rückkehr nach Wien 1885 den Glühstrumpf entwickelt – einen Glühkörper, der sowohl in Bezug auf den Gasverbrauch als auch Herstellungskosten einen wesentlichen Fortschritt für damals gebräuchliche Gasbeleuchtung bedeutete und wirtschaftlich ein Erfolg wurde.
Auer kaufte ca. 1897 das an Bahn und Fluss (Gurk) gelegene, stillgelegte Industriegelände in Althofen-Treibach, in dem 1887 die Eisengewinnung im Hochofen aufgelassen worden war, und errichtete hier eine Stätte für Forschung und Produktion.
Auer beschäftigte sich auch mit dem elektrischen Licht und ließ 1898 die erste brauchbare Metallfadenlampe – auf Basis Osmium – patentieren. Im selben Jahr gründete er die Treibacher Chemischen Werke. Nach der Erfindung und Patentierung des Zündsteines, bestehend aus einer Legierung aus Cer und Eisen, nahm der Betrieb im Jahre 1903 die Produktion von Mischmetallen und Zündsteinen auf, ab 1907 wurden auch Feuerzeuge hergestellt.
Neben der noch heute unter dem Markennamen Auermetall bestehenden Produktion von Zündsteinen für Feuerzeuge gelang es Carl Auer erstmals, Seltene Erden zu trennen: Neodym, Praseodym, Ytterbium und Lutetium. Noch heute basiert ein großer Teil der Produktion bei der Treibacher Industrie AG auf Seltenen Erden. Seit 1916 werden Ferrolegierungen hergestellt. 1978 hat das Unternehmen mit dem Recyceln von metallhaltigen Materialien begonnen.
Im Jahr 1994 wurde die Treibacher Schleifmittel GmbH als selbständiges Unternehmen ausgegliedert und ist heute ein Teil der französischen Imerys-Group unter dem Firmennamen Imerys Fused Minerals Villach GmbH mit der Tochter Imerys Technology Center Austria GmbH.
1996 wurde die Treibacher Auermet in Ravne/Slowenien gegründet, aber 2015 wieder verkauft. 2012 erhielt die Treibacher Industrie AG den Abfallwirtschaftspreis des Umweltministeriums „Phönix“.
2013 kaufte die Treibacher Industrie AG die Leuchtstoffwerk Breitungen GmbH und 2016 wurde die Tribotecc GmbH, ein Hersteller von Metallsulfiden, von der Treibacher Industrie AG übernommen.
2018 wurde das neue Lehrlingszentrum eröffnet.